# Powiat Neu-Ulm
Powiat Neu-Ulm (niem. Landkreis Neu-Ulm) – powiat w Niemczech, w kraju związkowym Bawaria, w rejencji Szwabia, w regionie Donau-Iller.
Siedzibą powiatu Neu-Ulm jest miasto Neu-Ulm.

## Podział administracyjny
W skład powiatu Neu-Ulm wchodzi:
- pięć gmin miejskich (Stadt)
- cztery gminy targowe (Markt)
- osiem gmin wiejskich (Gemeinde)
- trzy wspólnoty administracyjne (Verwaltungsgemeinschaft)
- cztery obszary wolne administracyjnie (gemeindefreies Gebiet)

Miasta:
| Lp. | Nazwa miasta | Ludność (31.12.2012) | Powierzchnia km² |
| --- | ------------ | -------------------- | ---------------- |
| 1   | Illertissen  | 16.647               | 36,45            |
| 2   | Neu-Ulm      | 53.888               | 80,96            |
| 3   | Senden       | 21.586               | 25,17            |
| 4   | Vöhringen    | 12.916               | 23,63            |
| 5   | Weißenhorn   | 13.228               | 53,68            |

Gminy targowe:
| Lp. | Nazwa gminy targowej     | Ludność (31.12.2012) | Powierzchnia km² |
| --- | ------------------------ | -------------------- | ---------------- |
| 1   | Altenstadt               | 4.956                | 31,30            |
| 2   | Buch                     | 3.710                | 45,05            |
| 3   | Kellmünz an der Iller    | 1.355                | 8,52             |
| 4   | Pfaffenhofen an der Roth | 6.985                | 42,66            |

Gminy wiejskie:
| Lp. | Nazwa gminy | Ludność (31.12.2012) | Powierzchnia km² |
| --- | ----------- | -------------------- | ---------------- |
| 1   | Bellenberg  | 4.479                | 5,07             |
| 2   | Elchingen   | 9.088                | 24,87            |
| 3   | Holzheim    | 1.782                | 7,60             |
| 4   | Nersingen   | 9.278                | 24,27            |
| 5   | Oberroth    | 866                  | 9,95             |
| 6   | Osterberg   | 843                  | 13,79            |
| 7   | Roggenburg  | 2.679                | 27,41            |
| 8   | Unterroth   | 984                  | 15,37            |

Wspólnoty administracyjne:
| Lp. | Nazwa wspólnoty administracyjnej | Ludność (31.12.2012) | Powierzchnia km² | Liczba gmin |
| --- | -------------------------------- | -------------------- | ---------------- | ----------- |
| 1   | Altenstadt                       | 7.154                | 53,61            | 3           |
| 2   | Buch                             | 5.560                | 65,37            | 3           |
| 3   | Pfaffenhofen an der Roth         | 8.767                | 50,26            | 2           |

Obszary wolne administracyjnie:
| Lp. | Nazwa obszaru          | Ludność (31.12.2012) | Powierzchnia km² |
| --- | ---------------------- | -------------------- | ---------------- |
| 1   | Auwald                 | niezamieszkany       | 4,96             |
| 2   | Oberroggenburger Wald  | niezamieszkany       | 6,26             |
| 3   | Stoffenrieder Forst    | niezamieszkany       | 15,79            |
| 4   | Unterroggenburger Wald | niezamieszkany       | 17,62            |

## Polityka

### Landrat
- 1948–1964: Georg Köhl (CSU)
- 1964–1973: Max Rauth (SPD)
- 1974–1996: Franz-Josef Schick (CSU)
- od 1996: Erich Josef Geßner (CSU)

### Kreistag
|                          |                                  | 2002    | 2002    | 2002    | 2008    | 2008    | 2008    |
| miejsca                  | %                                | głosy   | miejsca | %       | głosy   |         |         |
| ------------------------ | -------------------------------- | ------- | ------- | ------- | ------- | ------- | ------- |
|                          | CSU                              | 36      | 49,6%   | 30 778  | 34      | 47,5%   | 27 436  |
|                          | SPD                              | 18      | 25,5%   | 15 847  | 15      | 21,9%   | 12 665  |
|                          | Zieloni                          | 5       | 7,4%    | 4 603   | 8       | 11,3%   | 6 536   |
|                          | FW                               | 8       | 12,1%   | 7 495   | 11      | 15,7%   | 9 057   |
|                          | ödp/Chrześcijanie dla Środowiska | 1       | 2,6%    | 1 587   | –       | –       | –       |
|                          | FDP                              | 2       | 2,9%    | 1 776   | 2       | 3,6%    | 2 083   |
|                          |                                  | 70      | 100%    | 62 086  | 70      | 100%    | 57 777  |
| uprawnieni do głosowania | uprawnieni do głosowania         | 118 666 | 118 666 | 118 666 | 123 019 | 123 019 | 123 019 |
| głosy ważne              | głosy ważne                      | 62 086  | 62 086  | 62 086  | 57 777  | 57 777  | 57 777  |
| głosy nieważne           | głosy nieważne                   | 2 726   | 2 726   | 2 726   | 3 009   | 3 009   | 3 009   |
| frekwencja               | frekwencja                       | 54,6%   | 54,6%   | 54,6%   | 49,4%   | 49,4%   | 49,4%   |